# 가슴 십자가

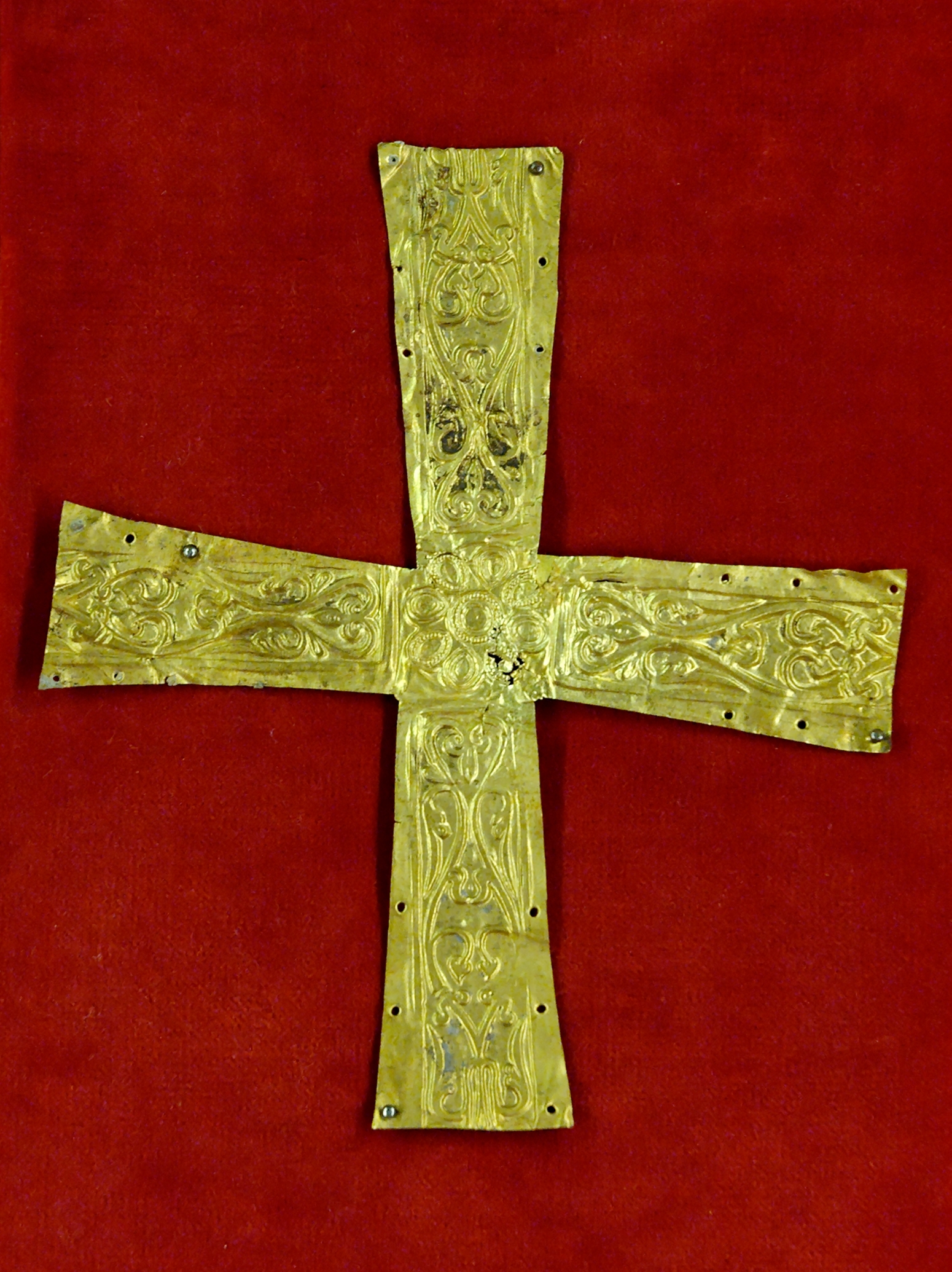
6세기 말~7세기 경 이탈리아 또는 알프스 산록 지역의 것으로 보이는 금제 가슴 십자가

가슴 십자가(라틴어: Crux Pectoralis) 또는 펙토랄레(Pectorale)는 보통 끈이나 고리 줄로 목에 걸어 가슴에 다는 커다란 십자가이다. 가슴 십자가 대부분은 귀금속(백금, 금 또는 은)으로 만들며, 일부는 값비싼 보석으로 장식하기도 한다. 일부는 십자고상과 같은 형태의 예수상을 담고 있기도 하고 또 다른 일부는 정형화된 디자인이나 종교적 상징을 담고 있기도 한다.
특히 기독교의 성직자임을 나타내는 표시로서 널리 가슴 십자가를 달고 있으며, 가슴 십자가를 다는 성직자는 고위 성직자이다. 그렇지만, 많은 서방 교회에서는 가슴 십자가를 다는 평신도 숫자가 날로 증가하고 있다.
성직자와 평신도를 막론하고 많은 기독교인이 십자가 목걸이를 착용하지만, 가슴 십자가는 길이가 가장 큰 것이 6인치에 달하며, 빗장뼈 바로 밑에 착용하는 일반적인 십자가 목걸이들과는 달리 가슴 한가운데 단다는 점에서 차이점이 있다.
수세기에 걸쳐 많은 가슴 십자가들이 성물함 형태로 만들어졌으며, 여기에는 성십자가나 성인의 유골의 일부분이라고 전해지는 조각들이 담겨 있었다.

## 역사
가슴 십자가에 대한 초창기 언급 가운데 하나는 461년 교황 힐라리오가 언급한 것이다.
811년 니케포루스 1세는 교황 레오 3세에게 금으로 만든 가슴 십자가를 보냈다.
그러나 14세기 이전까지 가슴 십자가는 서방 교회에서 그리 널리 사용되지는 않았다. 로마 전례에서 가슴 십자가 사용은 교황 비오 5세가 로마 주교 전례복에 포함할 것을 지시한 데서 처음으로 시작되었다.

## 가톨릭교회

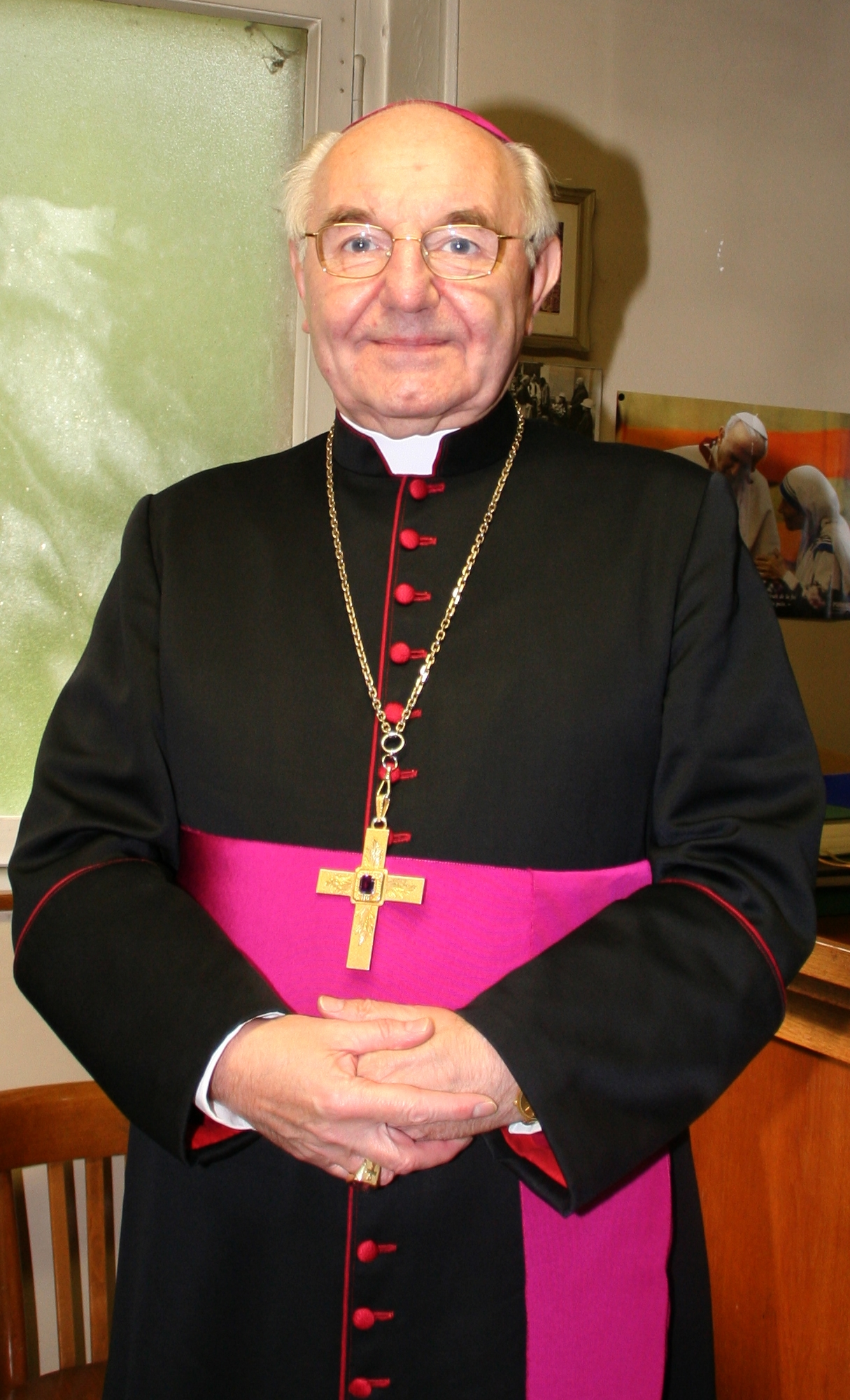
금제 가슴 십자가를 고리 줄에 걸어 단 룩셈부르크의 대주교 페르낭 프랑크

가톨릭교회에서는 교황, 추기경, 대주교, 주교가 주교 전례복의 요소로서 가슴 십자가를 착용한다. 여러 교황은 대수도원장과 수녀원장, 그리고 일부 대성당 의전사제들에게까지 가슴 십자가를 착용할 수 있도록 특권을 확대하였다.
가슴 십자가는 성직복 또는 수도복과 같이 착용한다. 그리고 전례에 참석하거나 세속 행사에 참석할 때 모두 착용한다. 성직복을 입을 때 가슴 십자가는 목에 걸쳐 눈에 띄게 하거나 셔츠 또는 코트의 왼쪽 주머니에 넣어 십자가는 보이지 않더라도 줄은 여전히 보이도록 한다(이 방법은 사실 정석은 아니지만, 실용적인 목적으로 이루어졌음).
수단을 입을 때는 가슴 십자가를 고위 성직자의 목에 걸어 늘어뜨려서 자유롭게 달거나 십자가에 붙여진 특수한 고리를 수단 앞면의 단추에 고정한다. 가슴 십자가의 착용 여부는 주교와 몬시뇰이 비슷한 수단을 입기 때문에 이들을 구별하는데 유용하다.
가대복에서—즉 수단, 소백의, 모제타를 착용했을 때—, 가슴 십자가는 일반적으로 명주실 끈에 매단다. 대주교 또는 주교는 끈의 색깔이 초록색과 금색이며, 추기경은 붉은색, 교황은 금색이다. 대수도원장과 수녀원장 그리고 의전사제의 가슴 십자가는 검은색 명주실 끈에 매단다.
미사를 집전하는 동안 주교는 비록 눈에 보이지는 않지만, 끈에 매단 가슴 십자가를 착용한다. 가슴 십자가는 장백의 위로 끈과 함께 적절하게 걸치지만, 제의 안쪽에 착용한다. 비록 주교 전례서들에 게재된 전례 법규를 위반하는 행위이긴 하지만, 실제로 많은 주교가 제의 위에 사슬 혹은 명주실 끈에 단 가슴 십자가를 걸치고 있다.
만약 고위 성직자가 아닌 성직자 가운데 가슴 십자가를 착용하기를 원하는 이가 있다면, 그들이 고위 성직자와 동일시되는 혼동을 막고자 가슴 십자가를 옷 안쪽에 착용하는 것은 용인해주고 있다. 게다가 실제로 고위 성직자가 아닌 몇몇 성직자는 가슴 십자가를 반드시 착용한다.

## 같이 보기
- 십자가